# سلسلة جبال سامساري
سلسلة جبال سامساري” (بالجورجية: სამსრის ქედი) هي سلسلة جبلية بركانية تقع في جنوب جورجيا، على بُعد 120 كيلومترًا (أو 75 ميلًا) إلى الجنوب الغربي من تبليسي. تعتبر جزءًا من المرتفعات الجنوبية لجورجيا وترتفع فوق هضبتي “جافاخيتي” و"تسالكا". تمتد السلسلة الجبلية نفسها لمسافة 42 كيلومترًا (أو 26 ميلًا) من الشمال إلى الجنوب من “كتسيا” إلى أودية نهر “بارافاني”. هناك أدلة أثرية على وجود حصون قديمة على بعض القمم.

## الجبال
أعلى جبل في سلسلة جبال سامساري هو جبل “ديدي أبولي” بارتفاع يصل إلى 3,301 متر (أو 10,830 قدم) فوق مستوى سطح البحر. تشمل القمم البارزة الأخرى:
- “جودوريبي” (3,189 متر أو 10,463 قدم)
- “كاراكوزي” (2,672 متر أو 8,766 قدم)
- “شافنابادا” (2,929 متر أو 9,610 قدم)
- “سامساري” (3,285 متر أو 10,778 قدم)
- جبل “تافكفيتيلي” (2,583 متر أو 8,474 قدم)
- “شاوري الغربية” (2,921 متر أو 9,583 قدم)

يحتوي جبل “سامساري” على كالديرا كبيرة نسبيًا، يغطي قاعها الصخور من آخر ثورة بركانية للجبل.

## النبات
تغطي المروج الجبلية والأراضي العشبية بشكل رئيسي منحدرات سلسلة “أبول-سامساري”. الغابات أقل شيوعًا وعادة ما توجد في أدنى ارتفاعات السلسلة (أقل من 1,900 متر أو 6,234 قدم فوق مستوى سطح البحر). وهناك العديد من البحيرات الصغيرة والمتوسطة الحجم في وحول سلسلة “أبول-سامساري".